# یاسمین گوولی
یاسمین گوولی (ترکی استانبولی: Yasemin Güveli؛ زادهٔ ۵ ژانویهٔ ۱۹۹۹) یک بازیکن والیبال اهل ترکیه است. قد او ۱٫۸۸ متر (۶ فوت ۲ اینچ). وزن وی ۷۰ کیلوگرم (۱۵۰ پوند) است، و در پست مدافع وسط بازی می‌کند. او برای اجزانه‌باشی دیناویت در استانبول بازی می‌کند و عضو تیم ملی والیبال زنان ترکیه است.

## حرفه باشگاهی
او حرفه ورزشی خود را نه به دلیل علاقه، بلکه با در نظر گرفتن قد بلند خود آغاز کرد. در ابتدا مادرش مخالف حرفه والیبالیستی او بود، اما پدرش از او حمایت کرد و او را به تمرینات برد. معلم تربیت بدنی او نیز او را به بازی والیبال تشویق می‌کرد. دختر کوچک در حالی که خودش با توپ زدن به دیوار تمرین می‌کرد، مجروح و مصدوم شد که این مصدومیت ۶ ماه طول کشید.

## حرفه بین‌المللی
گوولی در تیم زیر ۱۷ سال دختران ترکیه پذیرفته شد و مدال طلای جشنواره المپیک تابستانی جوانان اروپا ۲۰۱۵ در تفلیس گرجستان را به دست آورد. در مسابقات والیبال قهرمانی جوانان اروپا ۲۰۱۵ دختران در بلغارستان، او چهارم شد. مقام چهارم نیز دستاورد او و تیمش در مسابقات قهرمانی جهان زیر ۱۸ سال دختران والیبال FIVB 2015 در پرو بود.
او عضو تیم ملی ترکیه است. او بخشی از تیم ملی بود که مدال برنز بازی‌های مدیترانه ۲۰۱۸ در تاراگونا، اسپین را به دست آورد. او در لیگ ملت‌های والیبال زنان FIVB شرکت کرد و مدال نقره را در سال ۲۰۱۸ در نانجینگ چین و مدال برنز ۲۰۲۱ را در ریمینی ایتالیا کسب کرد. او در تیم ملی بازی کرد که در جام گلوریا در آنتالیا ترکیه نایب قهرمان شد. او مدال برنز مسابقات والیبال قهرمانی زنان اروپا ۲۰۲۱ در بلگراد صربستان را به دست آورد.

## زندگی شخصی
یاسمین گوولی در ۵ ژانویه ۱۹۹۹ در ساریر، استانبول، ترکیه به دنیا آمد پس از اتمام دبیرستان در ساری‌یر دوعا کولژ، در دانشگاه باغچه‌شهر تحصیل کرد.